# Roman Reszetyło
Roman Reszetyło, ukr. Роман Решетило (ur. 1 grudnia 1880 w Uhnowie, zm. 5 października 1952 w Kazaczynskim) – duchowny greckokatolicki, doktor teologii, szambelan papieski.

## Życiorys
Urodził się 1 grudnia 1880 w Uhnowie. Kształcił się w Greckokatolickim Seminarium Duchownym we Lwowie oraz w Greckokatolickim Seminiarium Duchownym w Przemyślu. Otrzymał święcenia kapłańskie w 1907 z rąk bp. Kostiantyna Czechowycza. Następnie od 1907 do 1911 studiował na Uniwersytecie Wiedeńskim, ukończył studia teologiczne, 8 lipca (27 sierpnia) 1908 uzyskał stopień doktora teologii na podstawie pracy pt. Jus successionis hereditariae vindicetur et exponatur. Został duchownym eparchii przemyskiej. Od 1912 do 1914 był wikariuszem parafii Ulhówek i dziekanem uczniwskim. Z funkcji kooperatora w Peleżu 10 października 1915 został mianowany zastępcą nauczyciela religii greckokatolickiej w C. K. Gimnazjum Męskim w Sanoku  i pozostawał tam w tym charakterze podczas I wojny światowej w latach szkolnych 1917/1918, 1918/1919, 1919/1920 aż do czasu obsadzenia stałej posady katechety gr.kat. w tym zakładzie, po czym 27 stycznia 1920 został mianowany rzeczywistym nauczycielem w Sanoku i pracował tam do 1 marca 1922.  
Następnie pracował jako kapłan w parafii Potylicz, gdzie od 1921 do 1922 był administratorem, a od 1922 do 1927 proboszczem oraz dziekanem rawskim. Od 1922 do 1939 posługiwał w Przemyślu działając na polu naukowym i dydaktycznym. Po rezygnacji z posady katechety w sanockim gimnazjum na początku objął wykłady w Greckokatolickim Seminarium Duchownym w Przemyślu, gdzie był kierownikiem duchowym, prorektorem i profesorem (wykładał język hebrajski). Poza tym pełnił funkcję kanclerza Kurii Eparchialnej, doradcy i asystenta konsystorza biskupiego, sędziego prosynodalnego, obrońcy węzła małżeńskiego, przewodniczącego sekcji pomocy cerkwiom towarzystwa „Eparchalna Pomicz”. Uzyskał tytuły prałata, tajnego szambelana papieskiego, prepozyta katedry eparchialnej przemyskiej. Po zakończeniu II wojny światowej w marcu 1946 został wikariuszem generalnym eparchii przemyskiej.
26 czerwca 1946 został aresztowany przez jednostkę UB i przekazany do NKWD (wówczas zostali także aresztowani abp Jozafat Kocyłowski, bp Grzegorz Łakota ks. dr Iwan Kuzycz, ks. Mikołaj Hrycelak, ks. Bazyli Kozłowski)). Następnego dnia został wywieziony z Przemyśla i deportowany na obszar Ukraińskiej SRR. Zamieszkiwał we wsi Kotelnyky (Котельники) pod Lwowem. W 1946 został aresztowany i był osadzony w więzieniu przy Łąckiego we Lwowie i więzieniu Łukjaniwśkim w Kijowie. W 1947 został skazany na karę cztery lata obozu pracy i trzy lata pozbawienia praw obywatelskich bez konfiskaty mienia, którego nie posiadał. Został wywieziony na Syberię. Odbywał karę w miejscowości Kazaczynskoje (Kraj Krasnojarski), gdzie zmarł 5 października 1952, tam też został pochowany.
Został symbolicznie upamiętniony inskrypcją na grobowcu kanoników greckokatolickim na cmentarzu przy ul. Juliusza Słowackiego w Przemyślu.